# Аурора (РЮА)
Аурора (на африкаанс: Aurora) е малък град, разположен близо до западното крайбрежие на РЮА в провинция Уестърнкейп. Население 750 жители (2006 година). Градът е основан през 1906 г. и е наименован на римската богиня на зората (на български известна като „Аврора“).

## Расов състав
Съотношение през 2001 г.
- Бели: 39,8%
- Цветнокожи: 60,5%
- Други: 0,9%